# Passalus striatissimus
Passalus striatissimus (лат.) — вид сахарных жуков рода Passalus из семейства пассалиды (Passalidae). Неотропика (Бразилия). Имеют длину около 3 см, чёрные, блестящие. Брахиптерные. Тело выпуклое. Передний край лица прямой или слегка выпуклый, без срединной выемки; лобная область полностью пунктирована на переднем крае; медиально-фронтальный + латерофронтальный бугорки меньше внутренних бугорков; задние лобные гребни сильные, высокие, начинаются поперечно у основания центрального бугорка; мезостернальные бороздки крупные, узкие и неглубокие, с матовой поверхностью; метастернум сзади окаймлён большой группой толстых пунктур в латеропостериорной области; надкрылья голые; плечи с коротким пучком волосков.